# هایدو-بیهار
هایدو-بیهار (به مجاری:  Hajdú-Bihar) یکی از استان‌های مجارستان است.

## خصوصیات
هایدو-بیهار ۶٬۲۱۰٫۵۱ کیلومترمربع مساحت و ۵۴۶٬۷۲۱ نفر جمعیت دارد.

## نگارخانه

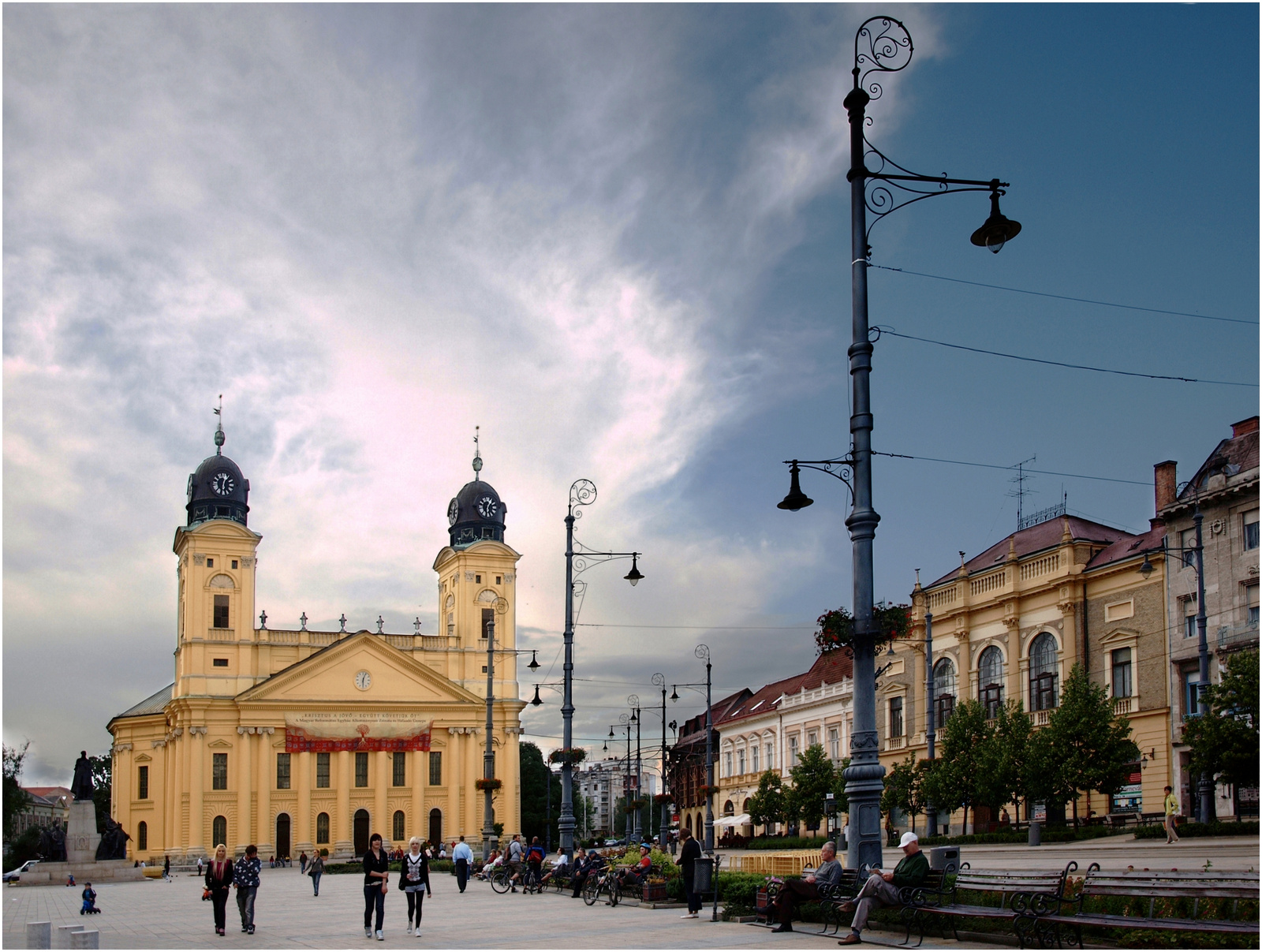
دبرتسن
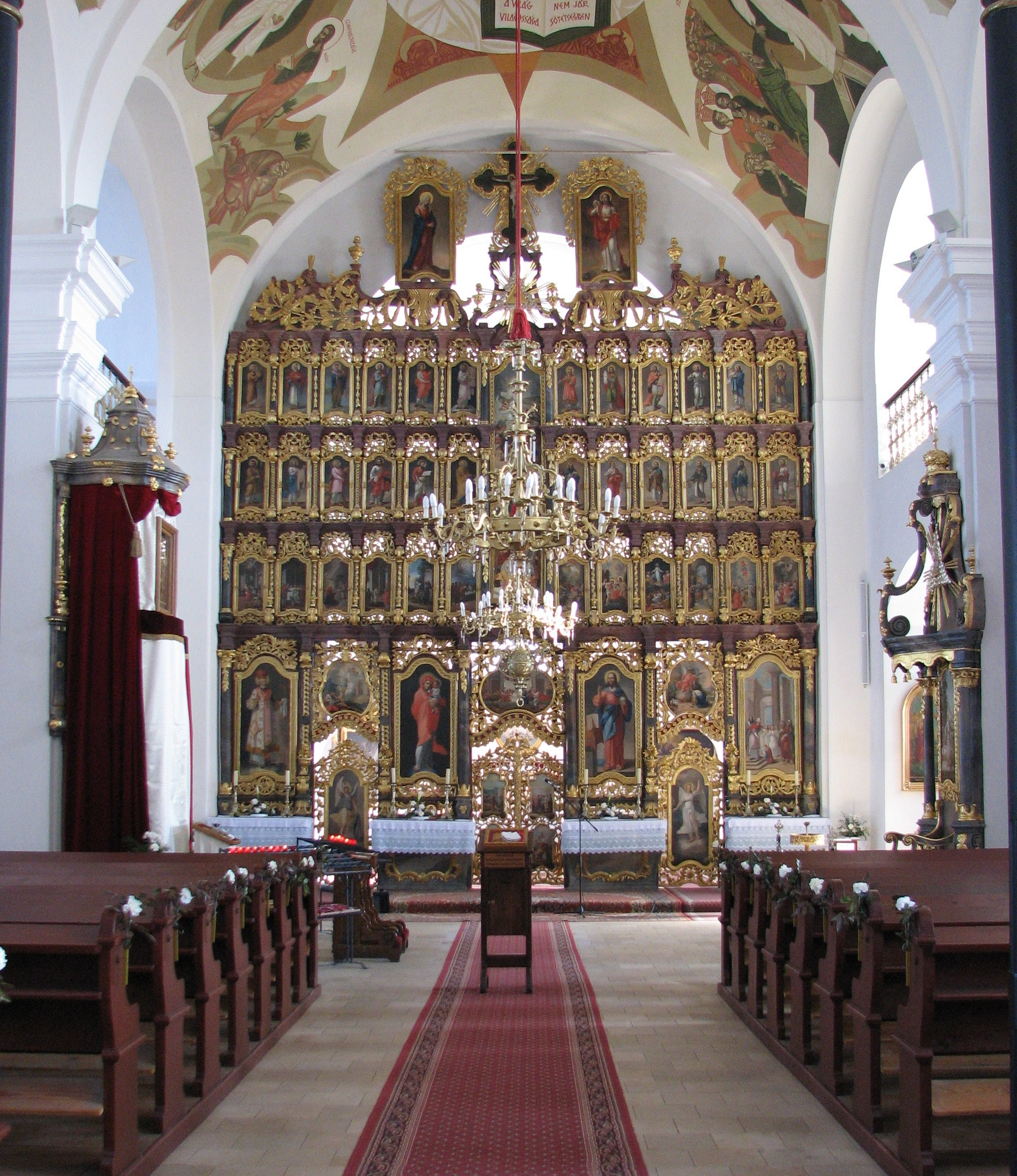
کلیسای جامع هایدودوروگ
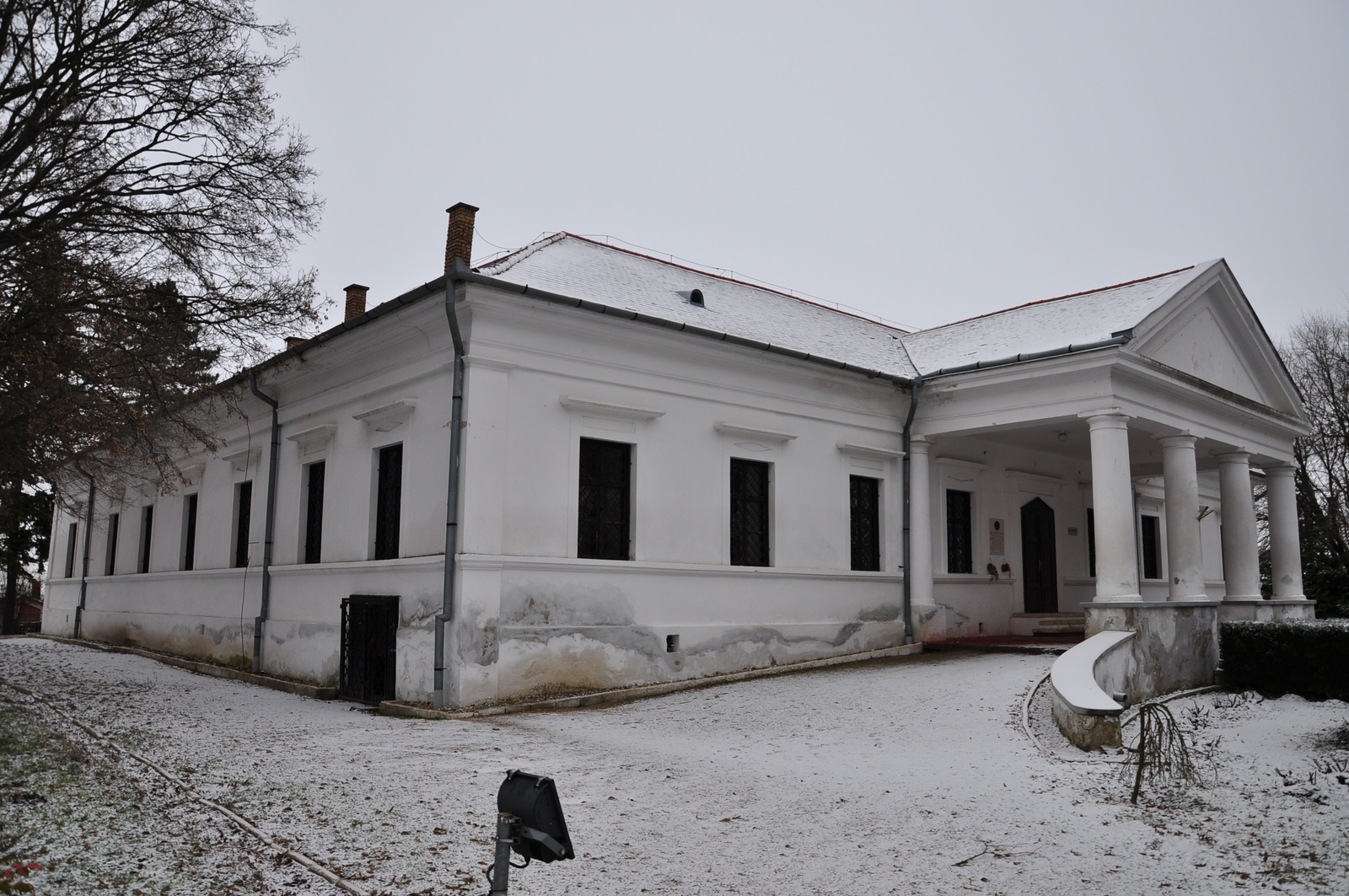
قلعه بوچکائی در نادی‌کرکی
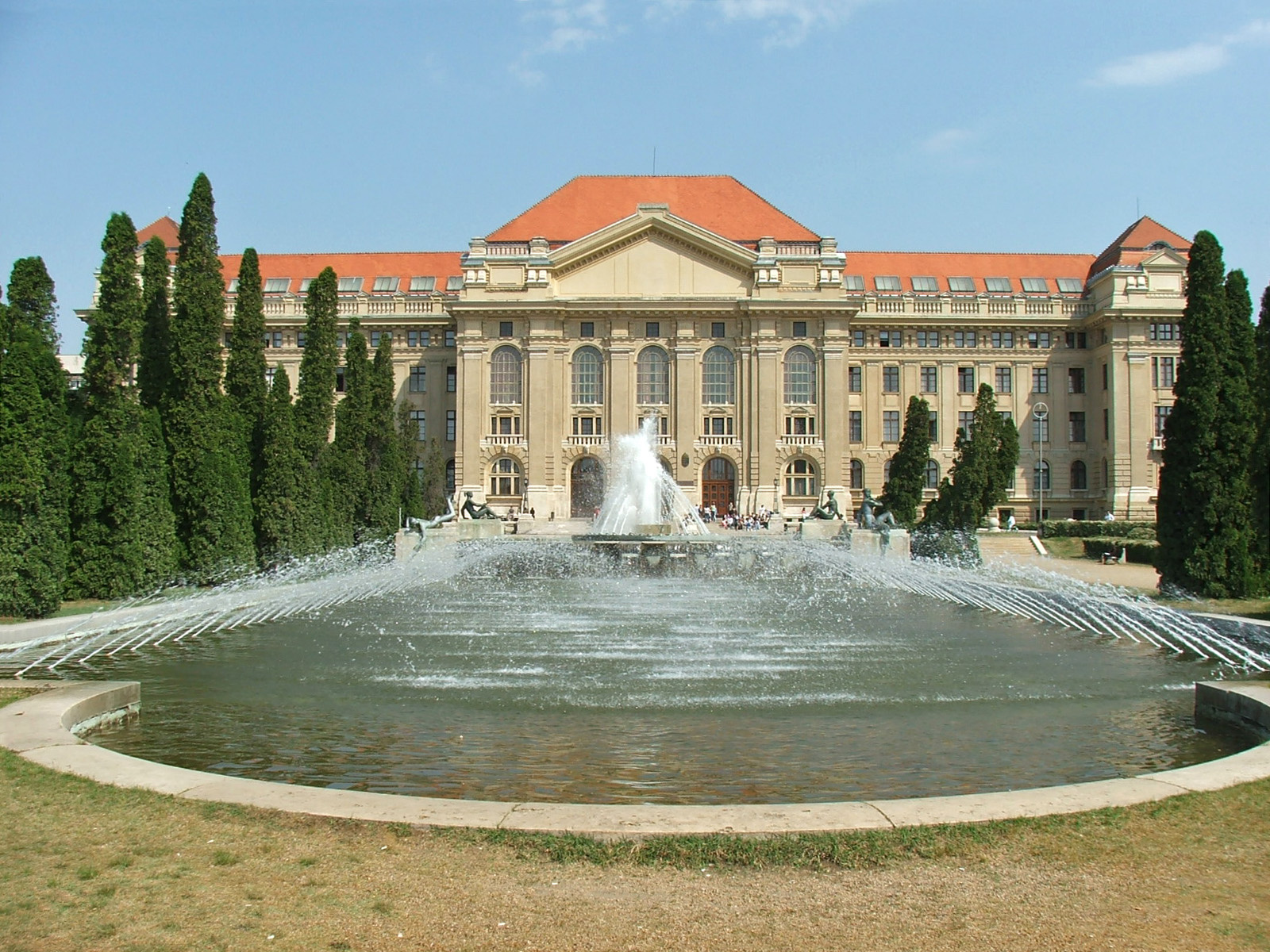
دانشگاه دبرتسن
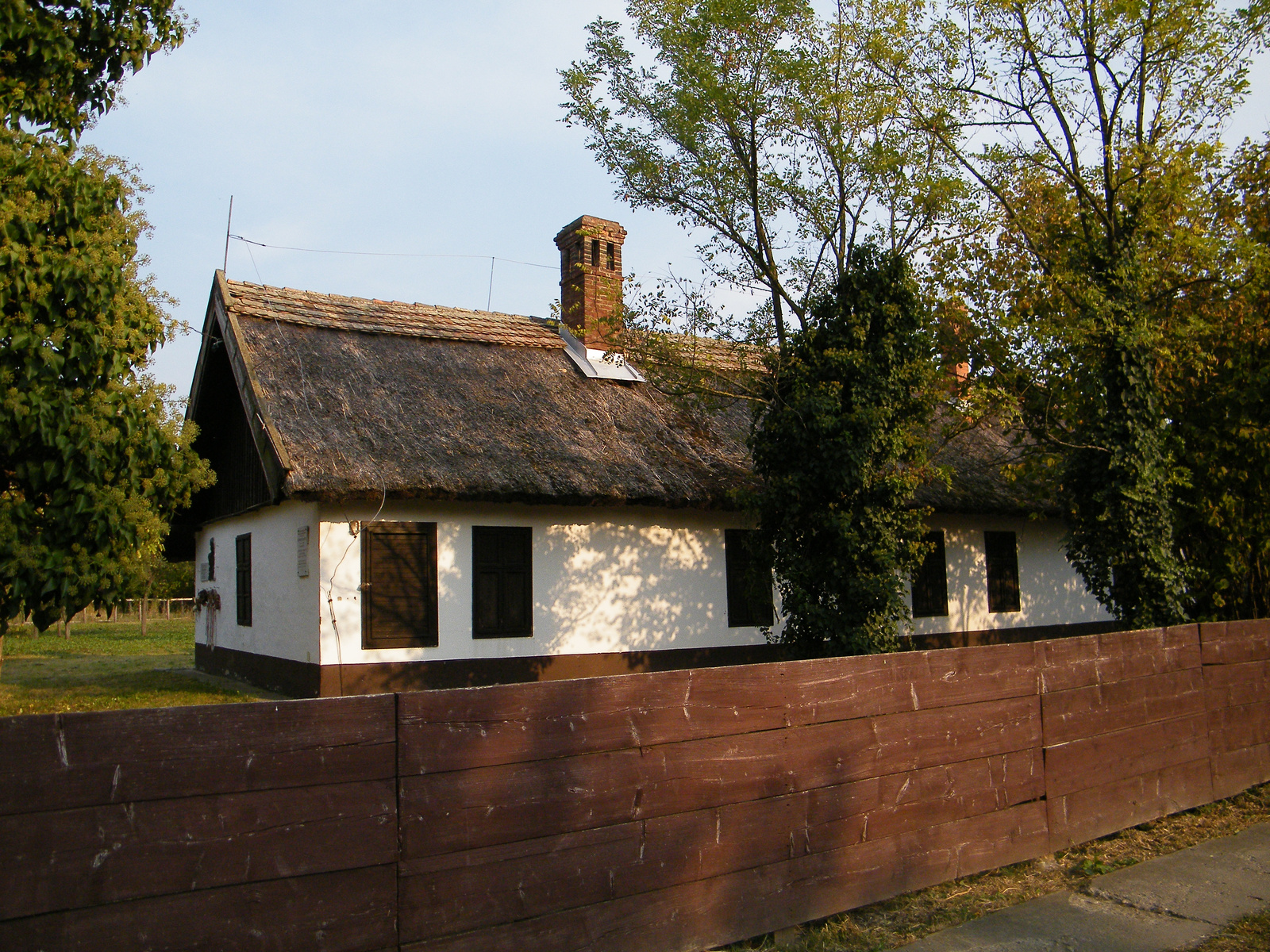
بیهارنادی‌بایوم